# Volker Fried
Volker Fried (Osnabrück, 1 februari 1961) is een voormalig hockeyer uit Duitsland, die speelde als libero. Met de (West-)Duitse nationale hockeyploeg nam hij viermaal deel aan de Olympische Spelen (1984, 1988, 1992 en 1996). 
Bij zijn derde olympische optreden, in 1992 in Barcelona, won Fried de gouden medaille met de Duitse ploeg, die onder leiding stond van bondscoach Paul Lissek. Hij was aanvoerder van de winnende formatie. In 1984 en 1988 won hij een zilveren olympische medaille. Fried speelde in totaal 290 interlands voor zijn vaderland in de periode 1980-1996 en kwam in clubverband uit voor Rot-Weiss Köln. Na zijn actieve loopbaan stapte hij het trainersvak in.

## Erelijst
- 1984 –  Olympische Spelen in Los Angeles
- 1987 –  Champions Trophy in Amstelveen
- 1988 –  Champions Trophy in Lahore
- 1988 –  Olympische Spelen in Seoul
- 1989 –  Champions Trophy in Berlijn
- 1991 –  Champions Trophy in Berlijn
- 1992 –  Champions Trophy in Karachi
- 1992 –  Olympische Spelen in Barcelona
- 1996 – 4e Olympische Spelen in Atlanta

Christian Bassemir · 
Stefan Blöcher · 
Dirk Brinkmann · 
Heiner Dopp · 
Carsten Fischer · 
Tobias Frank · 
Volker Fried · 
Thomas Gunst · 
Uli Hänel · 
Karl-Joachim Hürter · 
Andreas Keller · 
Felix Krull · 
Michael Peter  · 
Thomas Reck · 
Ekkhard Schmidt-Opper · 
Markku Slawyk · 
Coach: Klaus Kleiter
Stefan Blöcher · 
Dirk Brinkmann · 
Thomas Brinkmann · 
Heiner Dopp  · 
Hans-Henning Fastrich · 
Carsten Fischer · 
Tobias Frank · 
Volker Fried · 
Uli Hänel · 
Michael Hilgers · 
Andreas Keller · 
Michael Metz · 
Andreas Mollandin · 
Thomas Reck · 
Christian Schliemann · 
Ekkhard Schmidt-Opper · 
Coach: Klaus Kleiter
Andreas Becker · 
Christian Blunck · 
Carsten Fischer · 
Volker Fried  · 
Michael Hilgers · 
Andreas Keller · 
Michael Knauth · 
Oliver Kurtz · 
Christian Mayerhöfer · 
Sven Meinhardt · 
Michael Metz · 
Klaus Michler · 
Christopher Reitz · 
Stefan Saliger · 
Jan-Peter Tewes · 
Stefan Tewes · 
Coach: Paul Lissek
Christoph Bechmann · 
Andreas Becker · 
Patrick Bellenbaum · 
Christian Blunck · 
Oliver Domke · 
Björn Emmerling · 
Carsten Fischer · 
Volker Fried · 
Michael Green · 
Michael Knauth · 
Christian Mayerhöfer · 
Sven Meinhardt · 
Klaus Michler · 
Christopher Reitz · 
Stefan Saliger · 
Jan-Peter Tewes · 
Coach: Paul Lissek